# Steffi Lemke
Steffi Lemke (Dessau, 1968. január 19. –) német politikus, 2021-tól Németország környezetvédelmi, természetvédelmi, nukleáris biztonsági és fogyasztóvédelmi minisztere.

## Életpályája
1989-ben Lemke az NDK-beli Zöld Párt egyik alapítója volt.
1994 és 2002 között a Bundestag tagja volt. 2013-ban újra a Bundestag tagja lett. 